# Dryadillo feuerborni
Dryadillo feuerborni là một loài chân đều trong họ Armadillidae. Loài này được Herold miêu tả khoa học năm 1931.